# Symplocos batakensis
Symplocos batakensis är en tvåhjärtbladig växtart som beskrevs av Nooteboom. Symplocos batakensis ingår i släktet Symplocos och familjen Symplocaceae. Inga underarter finns listade i Catalogue of Life.